# اینتروال زیرو
اینتروال زیرو (انگلیسی: IntervalZero) شرکت نرم‌افزار آمریکایی است، که در سال ۲۰۰۸ تأسیس شد.